# 51.ª Escuadra de Bombardeo en Picado
La 51ª Escuadra de Bombardeo en Picado (Sturz-Kampf-Geschwader. 51 o Stuka-Geschwader. 51) fue una unidad de la Luftwaffe durante la Segunda Guerra Mundial.

## Historia
Fue formada el 1 de mayo de 1939 en Wertheim a partir del III Grupo/165° Escuadra de Bombardeo en Picado. El 9 de julio de 1940 como el II Grupo/1° Escuadra de Bombardeo en Picado. 

## Comandantes de Grupo
- Capitán Anton Keil – (1 de mayo de 1939 – 9 de julio de 1940)

Formada el 1 de mayo de 1939 en Wertheim desde el III Grupo/165° Escuadra de Bombardeo en Picado con:
- Grupo de Estado Mayor/III Grupo/51° Escuadra de Bombardeo en Picado desde el Grupo de Estado Mayor/III Grupo/165° Escuadra de Bombardeo en Picado
- 7° Escuadra/51° Escuadra de Bombardeo en Picado desde la 7° Escuadra/165° Escuadra de Bombardeo en Picado
- 8° Escuadra/51° Escuadra de Bombardeo en Picado desde la 8° Escuadra/165° Escuadra de Bombardeo en Picado
- 9° Escuadra/51° Escuadra de Bombardeo en Picado desde la 9° Escuadra/165° Escuadra de Bombardeo en Picado

El 9 de julio de 1940 como el II Grupo/1° Escuadra de Bombardeo en Picado:
- Grupo de Estado Mayor/III Grupo/51° Escuadra de Bombardeo en Picado como Grupo de Estado Mayor/II Grupo/1° Escuadra de Bombardeo en Picado
- 7° Escuadra/51° Escuadra de Bombardeo en Picado como la 4° Escuadra/1° Escuadra de Bombardeo en Picado
- 8° Escuadra/51° Escuadra de Bombardeo en Picado como la 5° Escuadra/1° Escuadra de Bombardeo en Picado
- 9° Escuadra/51° Escuadra de Bombardeo en Picado como la 6° Escuadra/1° Escuadra de Bombardeo en Picado

## Bases
| 1 de mayo de 1939 – 8 de septiembre de 1939        | Wertheim       | Ju 87B |
| 8 de septiembre de 1939 – 20 de septiembre de 1939 | Wiklov y Radom | Ju 87B |
| 20 de septiembre de 1939 – mayo de 1940            | Colonia-Wahn   | Ju 87B |
| mayo de 1940 – julio de 1940                       | Francia*       | Ju 87B |